# Route 121 (Nouveau-Brunswick)
Pour les articles homonymes, voir Route 121.
La route 121 est une route secondaire du Nouveau-Brunswick située dans le sud-est de la province, dans la région de Sussex. Elle est longue de 41 km (25 mi) et parallèle à la route 1 sur toute sa longueur.

## Description du tracé
La route 121 débute à la sortie 158 de la route 1, au sud d'Hampton, et ce point est aussi le terminus nord de la route 100. Les deux routes forment ainsi un court multiplex. À Hampton, la route 100 tourne à gauche et la route 121 à droite à une intersection en T. La route 121 agit comme artère principale de la ville, la traversant du sud au nord. Après Hampton, la route 121 suit la rive nord de la rivière Kennebecasis pendant plus de 30 km (19 mi) en traversant Norton et passant près d'Apohaqui. Elle entre ensuite à Sussex.
Après avoir croisé la route 1, la route 121 traverse le centre-ville, agissant encore une fois comme rue principale de la ville. À Sussex Corner, au sud-est, elle croise la route 111, terminus est de la route 121.

## Histoire
La route 121 fut numérotée ainsi en 1968, lorsque la route 1 fut déplacée dans un nouvel alignement, sur la rive sud de la rivière Kennebecasis. 

## Intersections majeures
| Comté                   | Ville         | km    | Destinations                                       | Notes                                                                                        |
| ----------------------- | ------------- | ----- | -------------------------------------------------- | -------------------------------------------------------------------------------------------- |
| Kings                   | Hampton       | 0,00  | NB-1 / NB-100 ouest – Saint-Jean, Sussex           | Terminus ouest du multiplex avec la NB-100; terminus est de la NB-100; sortie 158 de la NB-1 |
| Kings                   | Hampton       | 1,00  | NB-100 ouest – Quispamsis                          | Terminus est du multiplex avec la NB-100                                                     |
| Kings                   | Hampton       | 1,60  | Chemin Centennial / Rue Crawford                   | Carrefour giratoire                                                                          |
| Kings                   | Hampton       | 4,20  | NB-845 ouest – Kingston                            | Terminus est de la NB-845                                                                    |
| Kings                   | Bloomfield    | 11,90 | NB-855 nord – Springfield                          | Terminus sud de la NB-855                                                                    |
| Kings                   | Norton        | 19,60 | NB-124 vers NB-1 – Evandale                        |                                                                                              |
| Kings                   | Apohaqui      | 30,20 | NB-880 nord – Berwick                              | Terminus sud de la NB-880                                                                    |
| Kings                   | Sussex        | 36,30 | NB-1 vers NB-10 – Moncton, Fredericton, Saint-Jean |                                                                                              |
| Kings                   | Sussex Corner | 41,00 | NB-111 – Moncton, Saint-Martins                    |                                                                                              |
| - Terminus de multiplex |               |       |                                                    |                                                                                              |